# Antoine Chappey
Antoine Chappey (* 29. června 1960 Paříž) je francouzský herec. Hrál v několika desítkách filmů a také v mnoha televizních seriálech. Svou kariéru zahájil koncem osmdesátých let. V roce 2013 hrál po boku Marilyne Canto hlavní roli v komedii Le sens de l'humour, která je do značné míry autobiografickou zpovědí Marilyne Canto, která snímek rovněž režíruje. Pár hráli také ve filmu Le prochain film (2013).

## Filmografie (výběr)
- Mona a já (1989)
- Rizika mládí (1994)
- Nechce se mi spát (1994)
- Rodinný průvan (1996)
- Far from China (2001)
- Vracím se domů (2001)
- 5×2 (2004)
- Komisař (2005)
- Nesprávná víra (2006)
- Chacun son cinéma (2007)
- Kovbojové (2015)
- Dokud nás svatba nerozdělí (2017)